# Steenbed
Op het steenbed ligt de halssteen, pokhoutenlager of bronzen schaal, waarop de hals van de bovenas van een windmolen draait. De halssteen is meestal van arduin. Het steenbed rust op de windpeluw en bestaat uit een aantal steenbedwiggen, steenbedblokken en opvulplankjes. Het plankje onder de halssteen moet voor een goede zetting kwastvrij zijn om scheuren van de halssteen te voorkomen. Vroeger bestond dit uit vurenhout, maar tegenwoordig is het veelal hechthout. Omdat de bovenas onder een hoek van 13-17 graden ligt, moet het steenbed wigvormig zijn opgebouwd. Daardoor heeft de halssteen de neiging naar voren te kantelen. Om dit te voorkomen zit er tegen de buitenkant van de halssteen een steenbord of steenbeugel, die vastgemaakt is aan de stijlen. Aan de rechterzijde van het steenbed zit de keerstijl en aan de linkerkant de weerstijl.
De bovenas moet om verschillende redenen onder een hoek van 13-17 graden liggen.
- Doordat het molenlijf naar boven toe smaller wordt, omdat anders de toppen van de wieken tegen de molenromp slaan. Dit geldt niet voor torenmolens.
- Doordat het gaandewerk van de molen weerstand ondervindt en de bovenas daardoor door de druk van het bovenwiel op de bonkelaar of bovenschijfloop naar voren wil schuiven.
- Voor het voorleggen van het zeil, waardoor de molenaar niet achterover uit het hekwerk van de wiek valt.
- Het zwaartepunt van het wiekenkruis met bovenas ligt hierdoor zover mogelijk naar het middelpunt van de molen.
- Bij een storm van achteren zal de bovenas niet naar voren bewegen.